# ماشو
ماشو، كما هو موصوف في ملحمة جلجامش من أساطير بلاد ما بين النهرين، هو جبل أرز عظيم يمر من خلاله الملك البطل جلجامش عبر نفق في رحلته إلى دلمون بعد مغادرة غابة الأرز، وهي غابة من عشرة آلاف فرسخ. عاش سيدوري، والرنجة، على الشاطئ، المرتبطة بـ«مياه الموت» التي اضطر جلجامش لعبورها للوصول إلى أوتنابيشتيم، البعيد.

## مرجع الموقع الحقيقي الممكن للقصة
وكان الموقع المقابل في الواقع موضوع المضاربة، لأنه لم يتم العثور على أدلة مؤكدة. يقترح جيفري تيجاي أنه في النسخة السومرية، من خلال أرتباطه بإله الشمس اوتو، «يقع جبل الأرز في مكان ضمني في الشرق، بينما في الإصدارات الأكادية، يتم إزالة وجهة جلجامش من الشرق» و «تقع بشكل واضح في الشمال الغربي، في أو بالقرب من لبنان».